# Bộ Rêu tro
Bộ Rêu tro (danh pháp khoa học: Hypnales) là một bộ rêu trong ngành Bryophyta. Bộ rêu này gồm khoảng 40 họ với khoảng 4.000 loài, là một trong những bộ lớn nhất của ngành rêu thật.

## Phân loại
| - Amblystegiaceae - Anomodontaceae - Brachytheciaceae - Calliergonaceae - Catagoniaceae - Climaciaceae - Cryphaeaceae - Echinodiaceae - Entodontaceae - Fabroniaceae - Fontinalaceae |  | - Helodiaceae - Hylocomiaceae - Hypnaceae - Lembophyllaceae - Leptodontaceae - Lepyrodontaceae - Leskeaceae - Leucodontaceae - Meteoriaceae - Microtheciellaceae - Miyabeaceae |  | - Myriniaceae - Myuriaceae - Neckeraceae - Orthorrhynchiaceae - Phyllogoniaceae - Plagiotheciaceae - Prionodontaceae - Pterigynandraceae - Pterobryaceae - Pylaisiadelphaceae |  | - Regmatodontaceae - Rhytidiaceae - Rutenbergiaceae - Sematophyllaceae - Sorapillaceae - Stereophyllaceae - Symphyodontaceae - Theliaceae - Thuidiaceae - Trachylomataceae |